# Laura Dern
Laura Elizabeth Dern (født 10. februar 1967) er en amerikansk skuespiller. Hun har blandt andet medvirket i Jurassic Park fra 1993 og vandt i 2020 en Oscar for bedste kvindelige birolle for Netflixfilmen Marriage Story

## Udvalgt filmografi

### Film
| År   | Titel                     | Rolle                     |
| ---- | ------------------------- | ------------------------- |
| 1985 | Mask                      | Diana Adams               |
| 1985 | Smooth Talk               | Connie Wyatt              |
| 1986 | Blue Velvet               | Sandy Williams            |
| 1990 | Vilde hjerter             | Lula Fortune              |
| 1992 | Afterburn                 | Janet Harduvel            |
| 1993 | Jurassic Park             | Dr. Ellie Sattler         |
| 1993 | A Perfect World           | Sally Gerber              |
| 1994 | Den vilde Rose            | Rose                      |
| 1996 | Citizen Ruth              | Ruth Stoops               |
| 1999 | October Sky               | Freida Riley              |
| 2001 | Jurassic Park III         | Dr. Ellie Sattler         |
| 2001 | Focus                     | Gertrude 'Gert' Hart      |
| 2001 | I Am Sam                  | Miranda "Randy" Carpenter |
| 2006 | Inland Empire             | Nikki Grace / Susan Blue  |
| 2008 | Recount                   | Katherine Harris          |
| 2010 | Everything Must Go        | Delilah                   |
| 2010 | Little Fockers            | Prudence Simmons          |
| 2012 | The Master                | Helen Sullivan            |
| 2014 | Wild                      | Bobbi Lambrecht           |
| 2017 | Star Wars - The Last Jedi | Amilyn Holdo              |
| 2019 | Marriage Story            | Nora Fanshaw              |
| 2019 | Little Women              |                           |

### Tv-serier
| År        | Titel           | Rolle        | Note(r)   |
| --------- | --------------- | ------------ | --------- |
| 2011–13   | Enlightened     | Amy Jellicoe | 18 afsnit |
| 2017-2019 | Big Little Lies | Renata Klein | 14 afsnit |